# Caradrina kadenii
Caradrina kadenii (tên tiếng Anh: Clancy's Rustic) là một loài bướm đêm thuộc họ Noctuidae. Chúng có nguồn gốc từ miền nam và miền trung châu Âu, nhưng đã dần dần mở rộng phạm vi của nó về phía Bắc.
Sải cánh dài 30 mm. Chiều dài cánh trước là 12–15 mm. Con trưởng thành bay từ tháng 5 đến tháng 10, tùy theo địa điểm.

## Phụ loài
- Caradrina kadenii kadenii
- Caradrina kadenii insularis (Sardinia)